# Иоанн Жандунский
Иоа́нн Жанду́нский (Жан из Жандена, фр. Jean de Jandun, лат. Johannes de Gandavo, около 1285 года, Франция — 1328 год, Италия) — средневековый французский философ и теолог, известный своими открытыми аристотелианскими взглядами и своим влиянием на движение аверроистов. Кроме того, он написал первый туристический путеводитель по Парижу.

## Жизнь
Иоанн родился между 1280 и 1289 годами (точная дата неизвестна) во французском  городке Жандун в Арденнах недалеко от границы с Бельгией, в наши дни Синьи-л’Аббеи .
Известно, что до 1310 года он изучал семь свободных искусств в Парижском университете. В 1315 году Иоанн был принят преподавателем в Наваррский коллеж и у него было 29 студентов. Будучи профессором, он постоянно участвовал в теологических дебатах. В 1316 году папа римский Иоанн XXII наградил Иоанна Жандунского званием каноника в Санлисе и вероятно, что он проводил своё основное время там, хотя продолжал преподавать в Париже на протяжении десяти лет.
Иоанн был тесно связан с Марсилием Падуанским и ещё с одним аверроистом, который был ректором Парижского университета в 1312—1313 годах. Он познакомил Иоанна с комментариями   Пьетро д’Абано к текстам Аристотеля. В написанном ими совместном труде «Defensor pacis» они защищали тезис о суверенитете народа как источнике всей власти (политической) и протестовали против предоставления папе власти мирового владыки. Когда стало известно, кому принадлежит авторство «Defensor pacis», они с Иоанном убежали ко двору Людовика IV Баварского. Папа Иоанн XXII в 1326 году осудил Иоанна и отлучил его в 1327 году как еретика.
Иоанн сопровождал Людовика IV в Италию и был в Риме 1 мая 1328 года, когда Людовик был коронован как император Священной Римской Империи. Он назначил Иоанна епископом Феррары. Десятью неделями спустя Иоанн был официально принят к королевскому двору и ему предоставили трёх слуг и трёх коней. В том же году, 31 августа, Иоанн умер в Монтальто-ди-Кастро по пути к месту его новой епископской кафедры.

## Труды
Наиболее известен его труд «Agens sensus», он писал также о вакууме, разнообразии видов, душе, разуме, и на другие темы, имеющие отношение к Аристотелю. Первая короткая работа Иоанна «Quaestio» была опубликована в 1314 году, хотя писать он начал ещё в 1307 году. Его перу принадлежат «Физика», «О душе», «Метафизика» и «О небе».
Работы Иоанна Жандунского принесли аверроизм в Болонью, Падую и Эрфурт в XIV веке и в Краков в XV веке. Он всегда тяготел к взглядам Аристотеля, но не боялся возражать ему в своих выводах. Многие взгляды Жандунского были плохо приняты католической церковью из-за их необычности и противоречивости. Его рукописи и отпечатанные книги сильно влияли на аверроистов до времён Галилея.
- Quaestiones super tres libros Aristotelis de Anima. Venetiis: F. de Hailbrun & N. de Franckfordia socios, 1483.
- Questiones magistri Joannis Dullaert a gandavo in librum predicabilium Prphirii secumdum duplicem viam nominalium et realium inter se bipartitarum annesiis aliquos questionibus et difficultatibus Joannis Drabbe Bonicollii Gandensis. Parisiis: apud Prigentium Calvarin, in clauso Brunello, 1528.
- Questiones magistri Ioannis Dullaert a gandavo in librum predicamemtorum Aristotelis ; Secundum viam nominalium nunc. Parisiis: apud Prigentium Calvarin, 1528.
- In libros Aristotelis De coelo et mundo quae extant quaestiones subtilissimae, quibus nuper consulto adjecimus Averrois : sermonem de substantia orbis, cum ejusdem Joannis commentario ac quaestionibus. Venetiis: Juntas, 1552.
- Quaestiones perspicacissimi peripatetici in duodecim libros Metaphysicae iuxta Aristotelis, et magni commentatoris intentionem ab eodem exactissime disputate. Venetiis: apud Hieronymum Scotum, 1553. New edition, Frankfurt: Minerva, 1966.
- Super libros Aristotelis de anima. Venetiis, 1480, 1587. New edition: Frankfurt: Minerva, 1966.
- Quaestiones super 8 libros Physicorum Aristotelis. New edition: Frankfurt: Minerva, 1969.